# Värmlandstoppen
Värmlandstoppen är ett program i Sveriges Radio, som sänds på onsdagar i SR Värmland.
Lokala artister och grupper deltar på hitlistan, och måste ha egenproducerat material. Många gånger har de inga skivkontrakt, vilket Värmlandstoppen är ett försök att ge dem chans till.
Värmlandstoppen hade premiär i februari 1986 och sändes ursprungligen i ungefär 10 år. I tio års tid var sändningarna nedlagda, innan nystarten i januari 2005.